# Catalyseur de Kaminsky

Dichlorure d'hafnocène.

Méthylaluminoxane linéaire.

Un catalyseur de Kaminsky est un système catalytique de polymérisation des alcènes formé de dihalogénures de métallocènes de métaux de transition du groupe 4, tels que le dichlorure de titanocène (η5-C5H5)2TiCl2, le dichlorure de zirconocène (η5-C5H5)2ZrCl2 et le dichlorure d'hafnocène (η5-C5H5)2HfCl2 ou de leurs dérivés (par exemple à ligands indényle ou fluorényle), activés avec un méthylaluminoxane (Al(CH3)O)n. Ils ont introduit une nouvelle classe de catalyseurs, conduisant à la commercialisation de nouvelles polyoléfines à tacticité contrôlée. 
Précédemment, on utilisait surtout des chlorures de titane sur divers substrats comme catalyseurs hétérogènes pour la polymérisation des alcènes. Ces halogénures sont généralement activés avec le triméthylaluminium Al2(CH3)6. Walter Kaminsky et al. ont d'abord découvert que le titanocène (η5-C5H5)2Ti émulait certains aspects de ces catalyseurs de Ziegler-Natta mais avec une activité trop faible, puis que ces métallocènes pouvaient être activés avec du méthylaluminoxane : cet effet a été observé pour la première fois en 1975 par l'ajout d'une grande quantité d'eau (dans un rapport Al:H2O = 1:2) à un mélange de réactif de Petasis (η5-C5H5)2Ti(CH3)2 et de triméthylaluminium Al2(CH3)6, ce qui produisait un catalyseur de polymérisation très actif pour l'éthylène. Le méthylaluminoxane a deux fonctions : d'abord l'alkylation de l'halogénure de métallocène, puis la soustraction d'un ligand anionique pour donner un catalyseur électrophile avec un site de coordination labile,.
La découverte par Kaminsky de catalyseurs homogènes très actifs bien caractérisés a ouvert la voie à diverses innovations dans la conception de ligands cyclopentadiényle novateurs, comme des ansa-métallocènes, les ligands fluorényl-cyclopentadiényle de symétrie Cs, les complexes à géométrie contrainte (en), etc. Certains catalyseurs inspirés par ces innovations utilisent des métallocènes chiraux ayant des cycles cyclopentadiényle unis par des groupes pontants. Ces innovations ont permis la polymérisation hautement stéréosélective ou stéréorégulière d'alcènes α, dont certains ont été commercialisés.

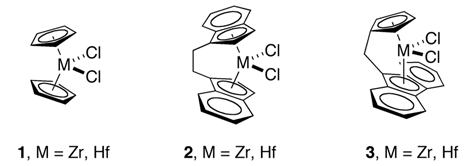
L'utilisation de métallocènes (1) pour la polymérisation du propylène donne du polypropylène atactique, tandis que les systèmes catalytiques à base de métallocènes à indényles pontés de symétrie C2 (2) ou à fluorényl-cyclopentadiényle pontés de symétrie Cs (3) produisent des polymères respectivement isotactiques et syndiotactiques.
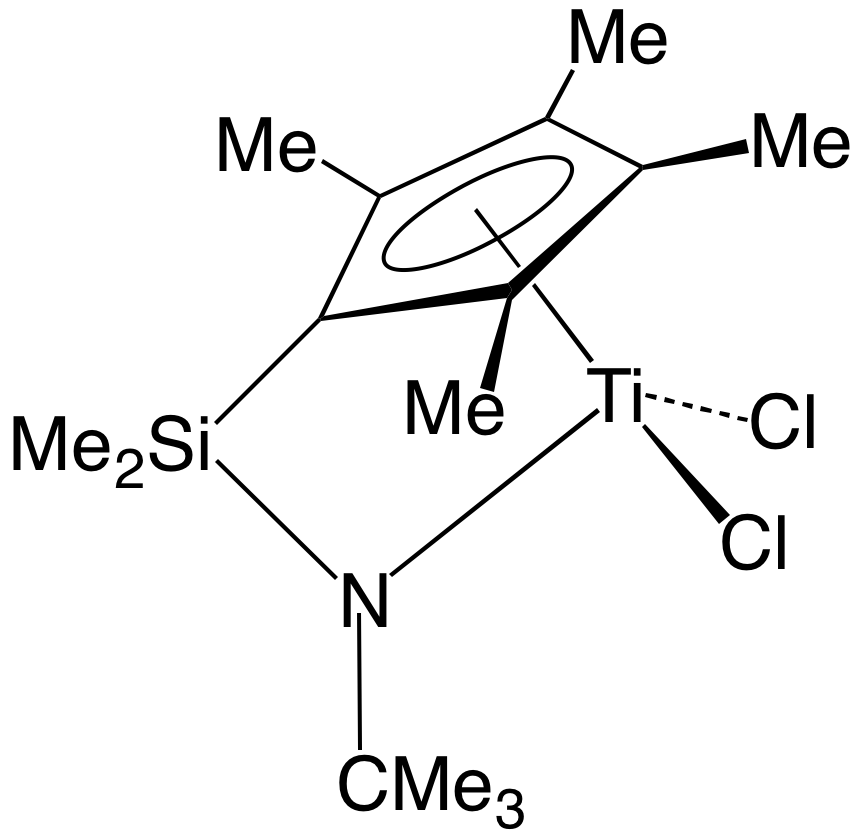
Complexe à géométrie contrainte (en) sous forme chlorure (inactive).